# Сражение при Каркасоне (589)
Сражение при Каркасоне — состоявшееся в 589 году около Каркасона сражение, в котором возглавлявшееся дуксом (герцогом) Лузитании Клавдием войско вестготов разгромило франкское войско под командованием герцога Бозона; эпизод вестгото-франкской войны 585—589 годов.

## Исторические источники
О сражении при Каркасоне в 589 году сообщается в нескольких раннесредневековых нарративных источниках: «Хронике» Иоанна Бикларийского, «Истории франков» Григория Турского, «Истории готов, вандалов и свевов» Исидора Севильского, «Хронике» Фредегара и «Житиях Меридских отцов».

## Предыстория
Правители Франкского государства из династии Меровингов неоднократно пытались расширить свои владения за счёт Вестготского королевства. В 585 году между франками королей Бургундии Гунтрамна и Австразии Хильдебертом II с одной стороны и вестготами короля Леовигильда с другой началась очередная война. Поводом для неё стала месть франков за скоропостижную смерть принцессы Ингунды, вдовы Герменегильда, в которой бургундский король обвинил её тестя Леовигильда. Действительной же причиной войны, скорее всего, было желание Гунтрамна присоединить к своим владениям Септиманию. Этот регион Вестготского королевства и стал основным театром военных действий.
Уже весной 585 года франки вторглись в эту часть владений Леовигильда, подчинили Каркасон и разорили окрестности Нима. Однако при приближении возглавлявшегося наследником престола, принцем Реккаредом, вестготского войска они должны были возвратиться на родину, на обратном пути понеся большие потери. Также неудачей закончилась попытка Гунтрамна организовать восстание свевов в Галлеции: хотя бургундский флот и достиг вестготского побережья, но находившиеся на нём войско было почти полностью уничтожено Леовигильдом. В 586 году армия Реккареда снова успешно воевала с франками, освободив от них всю территорию Септимании. В том же году Леовигильд умер и взошедший на престол Реккаред I попытался заключить мир с Меровингами, но те отвергли его предложение.
Военные действия между Вестготским королевством и Франкским государством активизировались в 587 году. Тогда восставшие против перешедшего в ортодоксальное христианство Реккареда I ариане Септимании во главе с епископом Аталоком Нарбонским и графами Гранистой и Вилдигерном обратились за поддержкой к Гунтрамну. Несмотря на то, что король Бургундии был ортодоксальным христианином, он оказал военную помощь выступившим против Реккареда I мятежникам. Скорее всего, Гунтрамн намеревался воспользоваться междоусобиями в Вестготском королевстве и всё же присоединить Септиманию к своим владениям. Уже в том же году франкское войско под командованием герцогов Дезидерия и Австровальда вторглось во владения Реккареда I и дошло до Каркасона. Здесь франки сразились с вестготами. Они едва не одержали победу, но из-за гибели Дезидерия бургундское войско должно было возвратиться на родину. В ответ в 588 году вестготское войско разорило окрестности Арля. Тогда же Реккаред I предпринял ещё несколько попыток заключить мир с королями франков. Гунтрамн отверг все его предложения, но Хильдеберт II и его мать Брунгильда заключили с Реккаредом I мирный договор, получив взамен некоторые местности в Септимании и вергельд за гибель Ингунды.

## Сражение
В 589 году Гунтрамн отправил в Септиманию войско во главе с герцогом Австровальдом, который снова подчинил власти короля Бургундии Каркасон. Вслед за тем сюда же было направлено другое войско, которое должно было завоевать остальные города этой части Вестготского королевства. Эту армию, составленную из жителей Сента, Перигё, Бордо, Ажена и Тулузы, возглавляли герцог Бозон и королевский приближённый Антестий. Григорий Турский утверждал, что узнав о подчинении Каркасона, «чванливый» и «надменный» Бозон, «презирая и порицая» Австровальда, решил сам взять на себя управление городом. Он привёл свою армию к Каркасону, расположил воинский лагерь на берегу реки Од и беспечно вместе со всеми воинами предался трапезе. Франки совершенно не подозревали, что поблизости уже находилось вестготское войско под командованием герцога Лузитании Клавдия. Этот военачальник был послан Реккаредом I на подавление мятежа в Септимании, но, узнав о новом вторжении войска франков, выступил навстречу врагам.
Так как войско вестготов было значительно меньше численностью, чем армия франков, Клавдий разместил бо́льшую часть своих воинов в засаде, а меньшей повелел внезапно напасть на лагерь Бозона. Когда же франки вступили в бой, вестготы притворно обратились в бегство, увлекая выступивших в беспорядке воинов Бозона к засаде. По свидетельству Григория Турского, в это самое время «сидевшие в засаде готы выскочили и, окружив франков, перебили их». Только немногие из франкских воинов (в том числе, и Бозон) смогли спастись бегством. В сражении погибли около пяти тысяч франков, ещё две тысячи были пленены. Вестготам досталось и всё находившееся в лагере войска Бозона имущество.

## Последствия сражения
Победа при Каркасоне позволила герцогу Клавдию не только отразить вторжение франков в Септиманию, но и усмирить здешних мятежников. В свою очередь, отсутствие помощи со стороны Хильдеберта II вызвало сильное недовольство Гунтрамна и чуть не привело к разрыву союзнических отношений между франкскими монархами. Так как ни о каких дальнейших вестгото-франкских военных действиях в средневековых источниках не сообщается, делается вывод, что вскоре после сражения при Каркасоне между королями Реккаредом I и Гунтрамном был заключён мир. Его итогом стало установление границы между Вестготским королевством и Франкским государством, не менявшейся до самого арабского завоевания Перинейского полуострова.

## Оценки сражения
В трудах франкских историков отсутствуют оценки поражения армии короля Гунтрамна в сражении при Каркасоне. В то же время жившие в Вестготском королевстве авторы описывали победу в битве как огромное достижение их соотечественников. Современник событий Иоанн Бикларийский сравнивал Клавдия с библейским Гедеоном и явно преувеличенно сообщал, что в сражении при Каркасоне триста вестготов одержали победу над почти шестьюдесятью тысячами франков. Он писал, что этой битвой «прославилось наше время». О победе немногих над многими писал и живший уже в следующем веке Исидор Севильский. В своей «Истории готов, вандалов и свевов» он утверждал, что «не было у готов в Испании победы большей и более славной». Ещё более поздние авторы приписывали победу вестготов провидению: якобы, такой великой награды Реккаред I удостоился от Бога за разрыв с арианством. Современные нам историки считают приводимые вестготскими авторами данные о численном составе участвовавших в сражении войск явно недостоверными. Однако они согласны с тем, что под началом Клавдия действительно было значительно меньше воинов, чем в войске Бозона. Одержанная при таких условиях победа позволяет им называть герцога Лузитании одним из лучших военачальников в вестготской истории. Бургундия же, по утверждению Б. Дюмезиля, в сражении при Каркасоне «потерпела самую ужасную военную катастрофу в своей истории».